# Publius Iulius Lupus
Publius Iulius Lupus est un sénateur romain, consul suffect en 98 sous Trajan et beau-père d'Antonin le Pieux.

## Biographie
Il épouse Arrida Fadilla, fille de Cnaeus Arrius Antoninus, veuve de Titus Aurelius Fulvus et mère de Titus Aurelius Fulvus Boionius Arrius Antoninus, le futur empereur Antonin le Pieux,.
En novembre et décembre de l'an 98, au début du règne de Trajan, il est consul suffect.
Il a une fille, Iulia Fadilla, demi-sœur d'Antonin. Il élève ce dernier, avec ses grands-parents Cnaeus Arrius Antoninus et Titus Aurelius Fulvus, à Lauris, sur la voie Aurélienne.

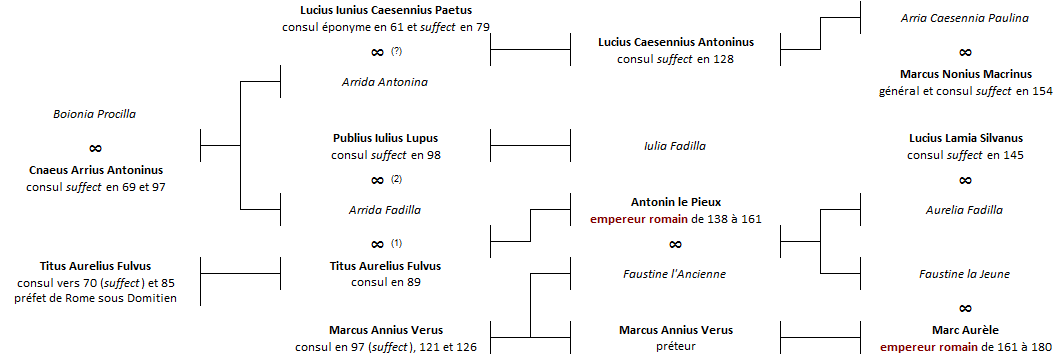
Famille des Aurelii Fulvi à l'époque des Flaviens et des Antonins. Arbre non exhaustif.